# Rohilkund and Kumaon Railway
| Rohilkund and Kumaon Railway                                            | Rohilkund and Kumaon Railway |
| ----------------------------------------------------------------------- | ---------------------------- |
| Büros der Rohilkund and Kumaon Railway Company in Lucknow, 1870er Jahre |                              |
| Streckenlänge:                                                          | 953 km                       |
| Spurweite:                                                              | 1000 mm (Meterspur)          |
|                                                                         |                              |

Die Rohilkund and Kumaon Railway (R&KR) war eine Eisenbahngesellschaft in Indien, deren Netz eine maximale Ausdehnung von 953 km hatte.

## Geschichte
Am 6. Oktober 1882 gegründet, betrieb die Rohilkund and Kumaon Railway Company unter anderem die Lucknow–Bareilly Railway und die Bareilly–Pilibheet Provincial State Railway. Sie wurde von der Regierung Britisch-Indiens übernommen und ging am 1. Januar 1943 in die Oudh and Tirhut Railway über. Diese wurde 1952 als Teil der North Eastern Railway von den Indian Railways übernommen.
2017 wurden die Schmalspurbahnen auf Breitspur mit einer Spurweite von 1676 mm umgespurt.

## Netz
Der nördliche Endbahnhof lag in Kathgodam, von wo aus die Vorgebirgsregion der Vereinigten Provinzen von Agra und Avadh zwischen Lucknow und Moradabad sowie einige Hill Stations wie Naini Tal angefahren wurden.
Die ursprüngliche Hauptstrecke wurde 1884 eröffnet und verlief von Bhojeepura bei Bareilly 84 km nach Nordwesten bis Kathgodam. Die Strecke wurde abschnittsweise verlängert. 1912 betrieb die R&KR bereits ein Netz von 412 km. Außerdem betrieb sie die 476 km lange Lucknow–Bareilly Railway.
Es gab Vereinbarungen über den Betrieb der Meterspur-Strecke der Lucknow–Bareilly State Railway und der Schmalspur-Strecke der Powayan Light Railway. Die drei Eisenbahnen teilten sich die Einrichtungen behielten aber unabhängige Rechtsform und Rechnungsführung.

### Bahnstrecken der R&KR
Folgende Bahnstrecken standen im Eigentum der R&KR und wurden von ihr betrieben:
- Bahnstrecke Bhojeepura–Kathgodam, 1884; 84 km[2]
- Zweigstrecke von Bareilly nach Soron (Kasganj Extension Line), 1885; 1906 verlängert nach Kasganj; 100 km[2]
- Zweigstrecke von Moradabad nach Ramnagar (Ramnagar Extension Line), 1907–1908; 76 km[2]
- Zweigstrecke von Lalkua nach Kashipur (Kashipur Extension Line), 1907; 57 km[2]
- Zweigstrecke von Pilibhit (1911) nach Shahjahanpur (1916) (Shahjahanpur Extension Line); 89 km[2]

### Von der R&KR betriebene Bahnstrecken
Folgende Strecken anderer Eigentümer wurden von der R&KR betrieben:
- Lucknow–Bareilly Railway, ab 1891, eine Meterspur-Eisenbahn, die eine alternative nördliche Streckenführung zwischen Lucknow und Bareilly bis zur Breitspur-Eisenbahn der Oudh and Rohilkhand Railway ermöglichte. Das 317 km lange Meterspur-Netzwerk wurde bis 1914 auf eine Länge von 500 km ausgebaut.[2]
- Powayan Light Railway, ab dem 17. Dezember 1900, eine 62 km lange Schmalspurbahn mit einer Spurweite von 762 mm.[2]

## Lokomotiven (Auswahl)
- Baujahr: 1935, 2 Lokomotiven der P-Klasse, Vulcan Foundry Nr. 4688–4691, Achsfolge: 4-6-0, Spurweite: 1000 mm[3]
- Baujahr: 1937, 2 Lokomotiven, Vulcan Foundry Nr. 4773–4774, Achsfolge: 2-6-0, 1000 mm[3]

1936 war die Gesellschaft im Besitz von 76 Lokomotiven, 230 Personenwagen und 2845 Güterwagen.

## Klassifizierung
Das Unternehmen wurde nach der von der indischen Regierung 1926 eingeführten Indian Railway Classification als Eisenbahn der Klasse I eingestuft.